# Hoàng Hiên
Hoàng Hiên (tiếng Trung: 黄轩, sinh ngày 3 tháng 3 năm 1985) là một diễn viên người Trung Quốc. Anh được biết đến nhiều qua các vai diễn trong các bộ phim như Cao lương đỏ, Mị Nguyệt truyện, Người phiên dịch, ...

## Sự nghiệp
Hoàng Hiên sinh ra tại thành phố Lan Châu, tỉnh Cam Túc, Trung Quốc. Anh tốt nghiệp học viện múa Bắc Kinh khoa nhạc kịch năm 2008. Năm 2007, Hoàng Hiên chính thức gia nhập con đường diễn xuất với bộ phim đầu tay Bầu trời dưới lòng đất.
Năm 2015 anh trở nên nổi tiếng với các vai diễn trong Nữ y Minh Phi truyện, Người phiên dịch, Thợ săn, Cửu châu hải thượng mục vân ký... Từ đó đến nay anh anh tham gia vào nhiều tác phẩm lớn nhỏ khác và dành được những thành tích nhất định.

## Tác phẩm

### Phim điện ảnh
| Năm  | Tên phim                                | Tên tiếng Trung      | Tham khảo |
| ---- | --------------------------------------- | -------------------- | --------- |
| 2008 | Bầu trời dưới lòng đất                  | 地下的天空           |           |
| 2008 | Dao sắc dưới biển sâu                   | 海下尖刀             | [ 7 ]     |
| 2009 | Thành Đô! Anh yêu em                    | 成都, 我爱你         | [ 8 ]     |
| 2010 | Không người lái                         | 无人驾驶             |           |
| 2011 | Kiến Đảng Vĩ Nghiệp                     | 建党伟业             | [ 9 ]     |
| 2012 | Ẩm thực nam nữ: Thật xa lại thật là gần | 飲食男女: 好遠又好近 | [ 10 ]    |
| 2012 | Lần đầu tiên                            | 第一次               |           |
| 2012 | Thanh yểm                               | 青魘                 | [ 11 ]    |
| 2013 | Bạch tương                              | 白相                 | [ 12 ]    |
| 2014 | Xoa bóp                                 | 推拿                 |           |
| 2014 | Breaking the Waves                      |                      | [ 13 ]    |
| 2014 | The Golden Era                          | 黃金時代             |           |
| 2014 | Lam sắc cốt đầu                         | 藍色骨頭             |           |
| 2015 | Thành phố trong tình yêu                | 恋爱中的城市         | [ 14 ]    |
| 2016 | Trường Thành                            | 长城                 | [ 15 ]    |
| 2017 | Nhiệm vụ phi thường                     | 非凡任务             |           |
| 2017 | Tuổi Trẻ                                | 芳华                 |           |
| 2017 | Yêu miêu truyện                         | 妖猫传               |           |
| 2018 | Ngoạn thế anh hùng                      | 玩世英雄             | Web film  |
| 2019 | Chích hữu vân tri đạo                   | 只有芸知道           |           |
| 2021 | Ô Hải                                   | 乌海                 | [ 17 ]    |
| 2021 | Tôi và bậc cha chú của tôi              | 我和我的父辈         | [ 18 ]    |

### Phim truyền hình
| Năm  | Tên phim                        | Tên tiếng Trung | Tham khảo |
| ---- | ------------------------------- | --------------- | --------- |
| 2007 | Tình yêu đích thực              | 真情人生        |           |
| 2008 | Khoe hạnh phúc                  | 晒幸福          |           |
| 2010 | Hồng Lâu Mộng                   | 红楼梦          |           |
| 2011 | Trận chiến ngầm trước bình minh | 黎明前的暗戰    | [ 19 ]    |
| 2011 | Em là hạnh phúc của anh         | 你是我的幸福    | [ 20 ]    |
| 2012 | Thiết huyết nam nhi Hạ Minh Hàn | 铁血男儿夏明翰  | [ 21 ]    |
| 2013 | Kỳ phùng địch thủ               | 棋逢对手        | [ 22 ]    |
| 2013 | Nữ nhân bang                    | 女人帮          | [ 23 ]    |
| 2014 | Cao lương đỏ                    | 红高粱          |           |
| 2015 | Mị Nguyệt truyện                | 芈月传          |           |
| 2016 | Nữ y Minh Phi truyện            | 女医·明妃传     |           |
| 2016 | Thợ săn                         | 猎人            | [ 24 ]    |
| 2016 | Người phiên dịch                | 亲爱的翻译官    |           |
| 2017 | Cửu châu hải thượng mục vân ký  | 九州·海上牧云记 |           |
| 2018 | Thời đại lập nghiệp             | 创业时代        |           |
| 2020 | Quan hệ hoàn mỹ                 | 完美关系        | [ 25 ]    |
| 2020 | Xạ thủ                          | 瞄准            | [ 26 ]    |
| 2021 | Trấn Mân Ninh                   | 山海情          | [ 27 ]    |
| 2021 | Phong khởi Lạc Dương            | 风起洛阳        |           |

### Show truyền hình
| Năm  | Tên phim                  | Tên tiếng Trung | vai trò   | Tham khảo |
| ---- | ------------------------- | --------------- | --------- | --------- |
| 2020 | Cửa Hàng Lướt Sóng Mùa Hè | 夏日冲浪店      | Diễn viên | [ 28 ]    |

## Giải thưởng và đề cử
| Năm  | Giải thưởng                                          | Hạng mục                                                | Tác phẩm được đề cử            | Kết quả   | Tham khảo |
| ---- | ---------------------------------------------------- | ------------------------------------------------------- | ------------------------------ | --------- | --------- |
| 2014 | Giải phim truyền hình Trung Quốc lần thứ 6           | Diễn viên đang lên                                      | —                              | Đoạt giải | [ 29 ]    |
| 2015 | Giải Bạch Ngọc Lan lần thứ 21                        | Nam diễn viên phụ xuất sắc nhất                         | Cao lương đỏ                   | Đề cử     |           |
| 2015 | Giải Hiệp hội Đạo diễn Điện ảnh Trung Quốc lần thứ 6 | Nam diễn viên chính xuất sắc nhất                       | Xoa bóp                        | Đề cử     |           |
| 2015 | Liên hoan phim sinh viên đại học Bắc Kinh lần thứ 22 | Nam diễn viên chính xuất sắc nhất                       | Xoa bóp                        | Đề cử     |           |
| 2016 | Liên hoan phim và truyền hình Hoành Điếm lần thứ 3   | Nam diễn viên chính xuất sắc nhất                       | Nữ y Minh Phi truyện           | Đoạt giải | [ 30 ]    |
| 2017 | Giải Hoa Đỉnh lần thứ 22                             | Nam diễn viên chính xuất sắc nhất                       | Người phiên dịch               | Đề cử     |           |
| 2017 | Liên hoan phim quốc tế Ma Cao lần thứ 9              | Nam diễn viên chính xuất sắc nhất                       | Tuổi Trẻ                       | Đề cử     | [ 31 ]    |
| 2018 | Giải Hiệp hội Đạo diễn Điện ảnh Trung Quốc lần thứ 9 | Nam diễn viên chính xuất sắc nhất                       | Tuổi Trẻ                       | Đề cử     | [ 32 ]    |
| 2018 | Giải Hoa Đỉnh lần thứ 23                             | Nam diễn viên chính xuất sắc nhất                       | Tuổi Trẻ                       | Đề cử     | [ 33 ]    |
| 2018 | Giải Hoa Đỉnh lần thứ 24                             | Nam diễn viên chính xuất sắc nhất (chính kịch cổ trang) | Cửu châu hải thượng mục vân ký | Đề cử     | [ 34 ]    |
| 2019 | Giải Kim Phượng lần thứ 17                           | Giải thưởng của Hiệp hội                                | Yêu miêu truyện                | Đoạt giải | [ 35 ]    |
| 2021 | Giải Bạch Ngọc Lan lần thứ 27                        | Nam diễn viên chính xuất sắc nhất                       | Trấn Mân Ninh                  | Đề cử     |           |

### 100 người nổi tiếng của Forbes Trung Quốc
| Năm  | Thứ hạng | Tham khảo |
| ---- | -------- | --------- |
| 2017 | 78th     | [ 36 ]    |
| 2019 | 74th     | [ 37 ]    |
| 2020 | 48th     | [ 38 ]    |